# شعب البئر الاسفل (العدين)

تعديل مصدري - تعديل

شعب البئر الاسفل محلة تابعة لقرية الشرقي، التابعة لعزلة بني زهير بمديرية العدين إحدى مديريات محافظة إب في الجمهورية اليمنية.، بلغ تعداد سكانها 249 حسب تعداد اليمن لعام 2004.